# Tomoderus satoi
Tomoderus satoi es una especie de coleóptero de la familia Anthicidae.

## Distribución geográfica
Habita en Japón.